# Muzzle
"Muzzle" är en låt av det amerikanska rockbandet The Smashing Pumpkins, från deras tredje studioalbum Mellon Collie and the Infinite Sadness (1995). Det var en av de sista låtarna som frontfiguren Billy Corgan skrev för albumet; texten handlar om hur Corgan trodde att andra uppfattade honom som offentlig person. Det ryktades om att "Muzzle" skulle bli albumets femte och sista singel eftersom den släpptes för marknadsföring på radio världen runt. Som sista singel valdes emellertid "Thirty-Three" istället.
Det har också ryktats om att en musikvideo spelades in för "Muzzle" med trummisen Jimmy Chamberlin men som aldrig lanserades. Corgan har dock förnekat detta. Bandet framförde låten på Late Night with Conan O'Brien den 25 februari 1997, då med deras ersättartrummis Matt Walker.

## Medverkande
- Billy Corgan – sång, gitarr
- James Iha – gitarr
- D'arcy Wretzky – bas
- Jimmy Chamberlin – trummor

## Listplaceringar
| Lista (1996)           | Högsta position |
| ---------------------- | --------------- |
| USA Mainstream Rock    | 10              |
| USA Modern Rock Tracks | 8               |